# Wypustki nerwowe
Wypustki nerwowe, wypustki komórki nerwowej, wypustki neuronu – rurkowate twory odchodzące od ciała komórki nerwowej, umożliwiające komunikację jednego neuronu z innymi.
Wyróżnia się dwa rodzaje wypustek nerwowych:
- aksony
- dendryty.

Każda komórka nerwowa ma tylko jeden akson, który (w normalnych warunkach) przewodzi informacje od ciała komórki ku peryferiom, czyli innym komórkom nerwowym lub komórkom innego rodzaju.
Komórka nerwowa może mieć wiele dendrytów. W normalnych warunkach dendryt przewodzi informacje od peryferii (innych komórek nerwowych lub receptorów).
Wypustki nerwowe pokryte są błoną komórkową. Błona komórkowa wypustek nerwowych może być pokryta osłonką włókien nerwowych.